# Оребић
Оребић је насељено место и седиште општине на полуострву Пељешцу, Дубровачко-неретванска жупанија, Република Хрватска.

## Историја
До територијалне реорганизације у Хрватској налазио се у саставу старе општине Корчула.

## Становништво
На попису становништва 2011. године, општина Оребић је имала 4.122 становника, од чега у самом Оребићу 1.979.

### Општина Оребић
| Број становника по пописима | Број становника по пописима | Број становника по пописима | Број становника по пописима | Број становника по пописима | Број становника по пописима | Број становника по пописима | Број становника по пописима | Број становника по пописима | Број становника по пописима | Број становника по пописима | Број становника по пописима | Број становника по пописима | Број становника по пописима | Број становника по пописима | Број становника по пописима |
| --------------------------- | --------------------------- | --------------------------- | --------------------------- | --------------------------- | --------------------------- | --------------------------- | --------------------------- | --------------------------- | --------------------------- | --------------------------- | --------------------------- | --------------------------- | --------------------------- | --------------------------- | --------------------------- |
| 1857                        | 1869                        | 1880                        | 1890                        | 1900                        | 1910                        | 1921                        | 1931                        | 1948                        | 1953                        | 1961                        | 1971                        | 1981                        | 1991                        | 2001                        | 2011                        |
| 4.802                       | 4.353                       | 4.503                       | 4.391                       | 4.482                       | 4.307                       | 4.172                       | 4.052                       | 3.123                       | 3.442                       | 3.599                       | 3.547                       | 3.687                       | 3.855                       | 4.165                       | 4.122                       |

Напомена: Настала из старих општина Дубровник и Корчула.

### Оребић (насељено место)
| Број становника по пописима | Број становника по пописима | Број становника по пописима | Број становника по пописима | Број становника по пописима | Број становника по пописима | Број становника по пописима | Број становника по пописима | Број становника по пописима | Број становника по пописима | Број становника по пописима | Број становника по пописима | Број становника по пописима | Број становника по пописима | Број становника по пописима | Број становника по пописима |
| --------------------------- | --------------------------- | --------------------------- | --------------------------- | --------------------------- | --------------------------- | --------------------------- | --------------------------- | --------------------------- | --------------------------- | --------------------------- | --------------------------- | --------------------------- | --------------------------- | --------------------------- | --------------------------- |
| 1857                        | 1869                        | 1880                        | 1890                        | 1900                        | 1910                        | 1921                        | 1931                        | 1948                        | 1953                        | 1961                        | 1971                        | 1981                        | 1991                        | 2001                        | 2011                        |
| 577                         | 486                         | 525                         | 565                         | 539                         | 520                         | 622                         | 579                         | 370                         | 587                         | 534                         | 768                         | 1.181                       | 1.489                       | 1.949                       | 1.979                       |

Напомена: У 1857., 1869., 1880., 1921. и 1931. садржи део података за насеље Подгорје.

### Попис1991.
На попису становништва 1991. године, насељено место Оребић је имало 1.489 становника, следећег националног састава:
| Попис 1991.‍   | Попис 1991.‍  | Попис 1991.‍ | Попис 1991.‍ | Попис 1991.‍ |
| ------------- | ------------ | ----------- | ----------- | ----------- |
|               |              |             |             |             |
| Хрвати        | Хрвати       |             | 1.301       | 87,37%      |
| Муслимани     | Муслимани    |             | 53          | 3,55%       |
| Срби          | Срби         |             | 46          | 3,08%       |
| Југословени   | Југословени  |             | 15          | 1,00%       |
| Мађари        | Мађари       |             | 8           | 0,53%       |
| Словенци      | Словенци     |             | 6           | 0,40%       |
| Црногорци     | Црногорци    |             | 5           | 0,33%       |
| Македонци     | Македонци    |             | 3           | 0,20%       |
| Италијани     | Италијани    |             | 2           | 0,13%       |
| Немци         | Немци        |             | 2           | 0,13%       |
| остали        | остали       |             | 3           | 0,20%       |
| неопредељени  | неопредељени |             | 25          | 1,67%       |
| регион. опр.  | регион. опр. |             | 2           | 0,13%       |
| непознато     | непознато    |             | 18          | 1,20%       |
| укупно: 1.489 |              |             |             |             |